# Liste der Bodendenkmale in Römstedt
In der Liste der Bodendenkmale in Römstedt sind alle Bodendenkmale der niedersächsischen Gemeinde Römstedt aufgelistet. Die Quelle ist der Denkmalatlas Niedersachsen. Der Stand der Liste ist der 17. Oktober 2024.

## Allgemein
In den Spalten finden sich folgende Informationen des Bodendenkmales :
- Lage        : geographische Koordinaten
- Bezeichnung : Bezeichnung lt. Denkmalatlas
- Beschreibung: Beschreibung lt. Denkmalatlas
- ID          : Objekt-ID
- Bild        : Bild, ggf. zusätzlich mit Link zu weiteren Fotos im Medienarchiv Wikimedia Commons.

## Drögennottorf
| Lage                        | Bezeichnung                 | Beschreibung                                                                                     | ID       | Bild |
| --------------------------- | --------------------------- | ------------------------------------------------------------------------------------------------ | -------- | ---- |
| 53° 7′ 27″ N, 10° 39′ 52″ O | Drögennottorf 1, Grabhügel  | Langoval (Nordwest-Südost-gelegen) Länge 7 m und Breite 5 m und Höhe ca. 0,4 m.                  | 32205433 | BW   |
| 53° 7′ 27″ N, 10° 39′ 50″ O | Drögennottorf 2, Grabhügel  |                                                                                                  | 32205435 | BW   |
| 53° 7′ 27″ N, 10° 39′ 48″ O | Drögennottorf 5, Grabhügel  | Länglich, Länge 8 m, Breite 3 m und Höhe ca. 0,30 m.                                             | 32206619 | BW   |
| 53° 7′ 9″ N, 10° 40′ 2″ O   | Drögennottorf 7, Grabhügel  |                                                                                                  | 32210846 | BW   |
| 53° 6′ 42″ N, 10° 39′ 36″ O | Drögennottorf 10, Grabhügel | Rest eines großen Grabhügels, Durchmesser ca. 15 m und Höhe ca. 1,2 m, nur noch zu 1/2 erhalten. | 32205434 | BW   |
| 53° 7′ 28″ N, 10° 39′ 52″ O | Drögennottorf 11, Grabhügel |                                                                                                  | 32205690 | BW   |
| 53° 7′ 35″ N, 10° 39′ 53″ O | Drögennottorf 12, Grabhügel |                                                                                                  | 32209009 | BW   |
| 53° 7′ 36″ N, 10° 39′ 54″ O | Drögennottorf 13, Grabhügel |                                                                                                  | 32209010 | BW   |
| 53° 6′ 43″ N, 10° 39′ 6″ O  | Drögennottorf 16, Grabhügel |                                                                                                  | 32209011 | BW   |

## Masbrock
| Lage                        | Bezeichnung            | Beschreibung                                                         | ID       | Bild |
| --------------------------- | ---------------------- | -------------------------------------------------------------------- | -------- | ---- |
| 53° 4′ 23″ N, 10° 40′ 42″ O | Masbrock 8, Grabhügel  |                                                                      | 32206620 | BW   |
| 53° 5′ 2″ N, 10° 41′ 13″ O  | Masbrock 10, Grabhügel | Kräftig gewölbt, Dm. 15 m und H. bis zu 1,3 m. Ränder gut abgesetzt. | 32209370 | BW   |
| 53° 5′ 0″ N, 10° 41′ 27″ O  | Masbrock 11, Grabhügel |                                                                      | 32209371 | BW   |
| 53° 4′ 58″ N, 10° 41′ 28″ O | Masbrock 12, Grabhügel |                                                                      | 32209372 | BW   |

## Römstedt
| Lage                        | Bezeichnung                | Beschreibung | ID       | Bild           |
| --------------------------- | -------------------------- | --- | -------- | -------------- |
| 53° 5′ 37″ N, 10° 37′ 44″ O | Römstedt 6, Grabhügel      | | 32206862 | BW             |
| 53° 5′ 54″ N, 10° 37′ 6″ O  | Römstedt 11, Grabhügel     | Markant, rund, Durchmesser ca. 20 m und Höhe ca. 1,6 m, Oberfläche durch große Eingrabungslöcher stark „verunstaltet“. | 32205689 | BW             |
| 53° 5′ 54″ N, 10° 37′ 7″ O  | Römstedt 12, Grabhügel     | | 32206323 | BW             |
| 53° 5′ 54″ N, 10° 37′ 4″ O  | Römstedt 13, Grabhügel     | | 32205691 | BW             |
| 53° 5′ 54″ N, 10° 37′ 0″ O  | Römstedt 14, Wegespuren    | | 32209975 | BW             |
| 53° 5′ 52″ N, 10° 37′ 2″ O  | Römstedt 15, Grabhügel     | | 32206324 | BW             |
| 53° 5′ 53″ N, 10° 37′ 10″ O | Römstedt 16, Grabhügel     | Sehr flach gewölbt, rund, Durchmesser ca. 6 m und Höhe ca. 0,3 m.                                                      | 32206448 | BW             |
| 53° 5′ 52″ N, 10° 37′ 9″ O  | Römstedt 17, Großsteingrab | | 32206325 | Weitere Bilder |
| 53° 5′ 51″ N, 10° 37′ 8″ O  | Römstedt 18, Grabhügel     | Flach, gewölbt, rund, Durchmesser ca. 4 m und Höhe ca. 0,25 m.                                                         | 32206449 | BW             |
| 53° 5′ 50″ N, 10° 37′ 7″ O  | Römstedt 19, Grabhügel     | Langoval, kräftig gewölbt (Ost-West-gerichtet) Durchmesser ca. 20 m und Höhe ca. 1,3 m.                                | 32206450 | BW             |
| 53° 5′ 56″ N, 10° 37′ 16″ O | Römstedt 21, Grabhügel     | | 32206863 | BW             |
| 53° 6′ 2″ N, 10° 37′ 28″ O  | Römstedt 22, Grabhügel     | Flach gewölbt, Durchmesser ca. 19 Meter und Höhe ca. 1,0 – 1,7 Meter.                                                  | 32209881 | BW             |
| 53° 6′ 0″ N, 10° 36′ 56″ O  | Römstedt 26, Grabhügel     | | 32209882 | BW             |